# Jungermannia mollusca
Jungermannia mollusca là một loài Rêu trong họ Jungermanniaceae. Loài này được De Not. mô tả khoa học đầu tiên năm 1874.